# Chiesa di Santa Croce (Venezia, Santa Croce)
La chiesa di Santa Croce era un edificio religioso di Venezia, sito nel sestiere di Santa Croce a cui ha dato il nome. Fu demolita nella prima metà dell'Ottocento.

## Storia
Aveva origini antichissime, fondata, secondo la tradizione, nel 568. Le cronache antiche ne attribuiscono l'erezione ai Mastropiero o ai Badoaro e, sempre secondo le stesse, nel 774 Obelario, primo vescovo di Olivolo la dichiarava parrocchiale.
Nel 1109 i Badoer, che ne conservavano il giuspatronato, la cedettero ai cluniacensi che vi costruirono a fianco un convento. Verso la metà del XIV secolo i monaci, invisi per la loro condotta scandalosa, abbandonarono il convento e la chiesa passò quindi in gestione al capitolo di canonici che la rifabbricarono (fu consacrata il 28 settembre 1342). Il priorato si ridusse nel frattempo in commenda.
Nel 1460 Eugenio Memmo, uno dei priori commendatari, concesse a due eremite, Sofia Veneziana e Agnese Ungara, di costruire presso Santa Croce due piccole celle. Nel 1470 andò a formarsi una vera e propria comunità di monache, dapprima terziarie francescane, più tardi clarisse. Alla morte del Memmo, papa Sisto IV concesse loro la piena gestione di chiesa e monastero. A partire dal 1594 il convento non fu più sottoposto ai Minori Osservanti, ma dipese direttamente dal Patriarcato di Venezia.

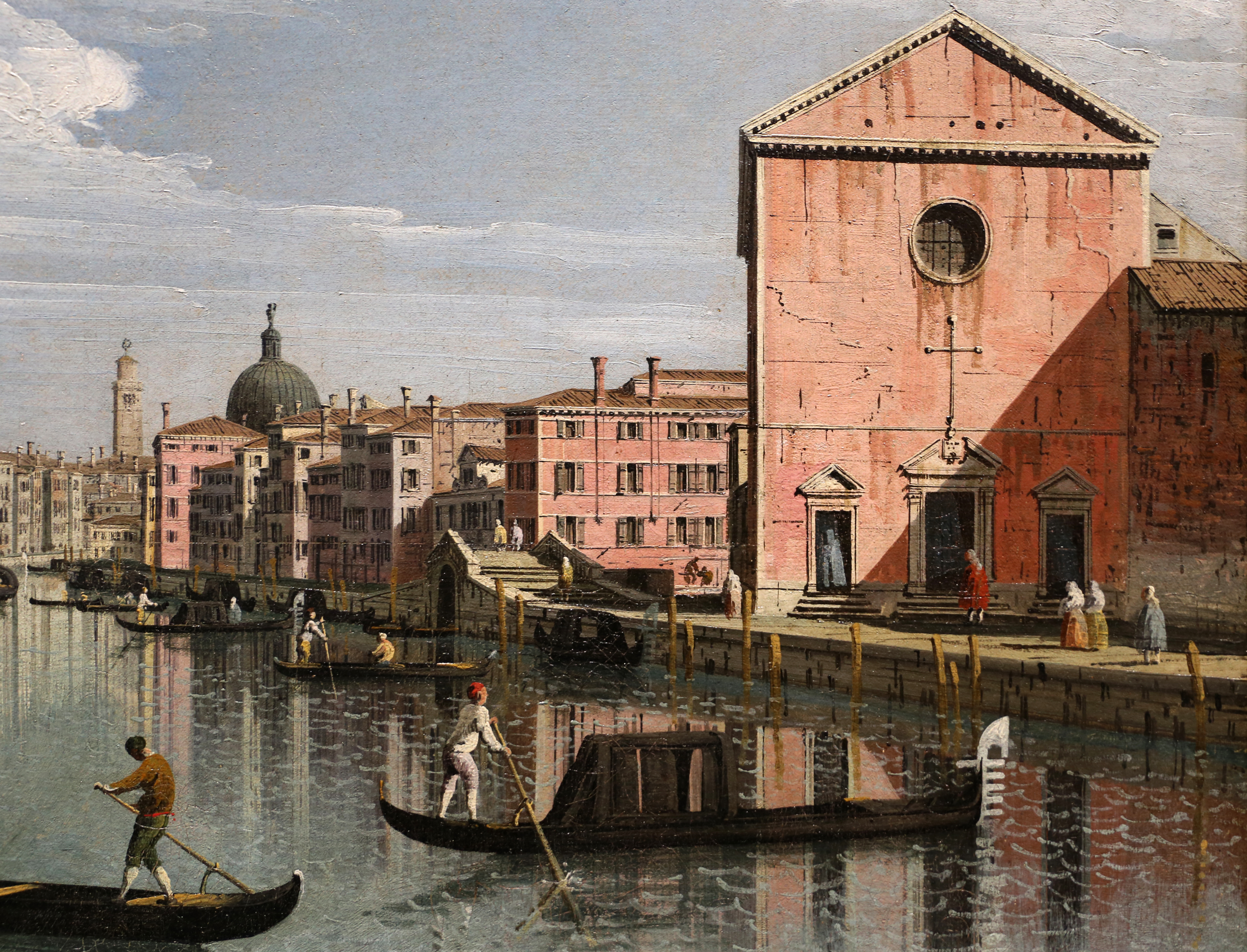
La chiesa di Santa Croce in un dipinto del Bellotto

Viste le precarie condizioni in cui versava, Santa Croce fu ricostruita sul finire del Cinquecento dall'architetto Antonio da Ponte e riconsacrata il 10 luglio 1600 dal vescovo di Pistoia Ottavio Abbiosi.
Nel 1806, durante le soppressioni di Napoleone, il monastero fu dichiarato "di prima classe" e nel 1807 accolse le monache provenienti da Santa Chiara. Tuttavia, nel 1810, anche il complesso di Santa Croce fu chiuso: la chiesa fu utilizzata per qualche tempo come magazzino, per essere poi demolita.
Sul luogo in cui sorgeva furono realizzati i giardini Papadopoli che, in tempi più recenti, furono in parte interessati nella costruzione del terminal automobilistico di piazzale Roma.

## Descrizione

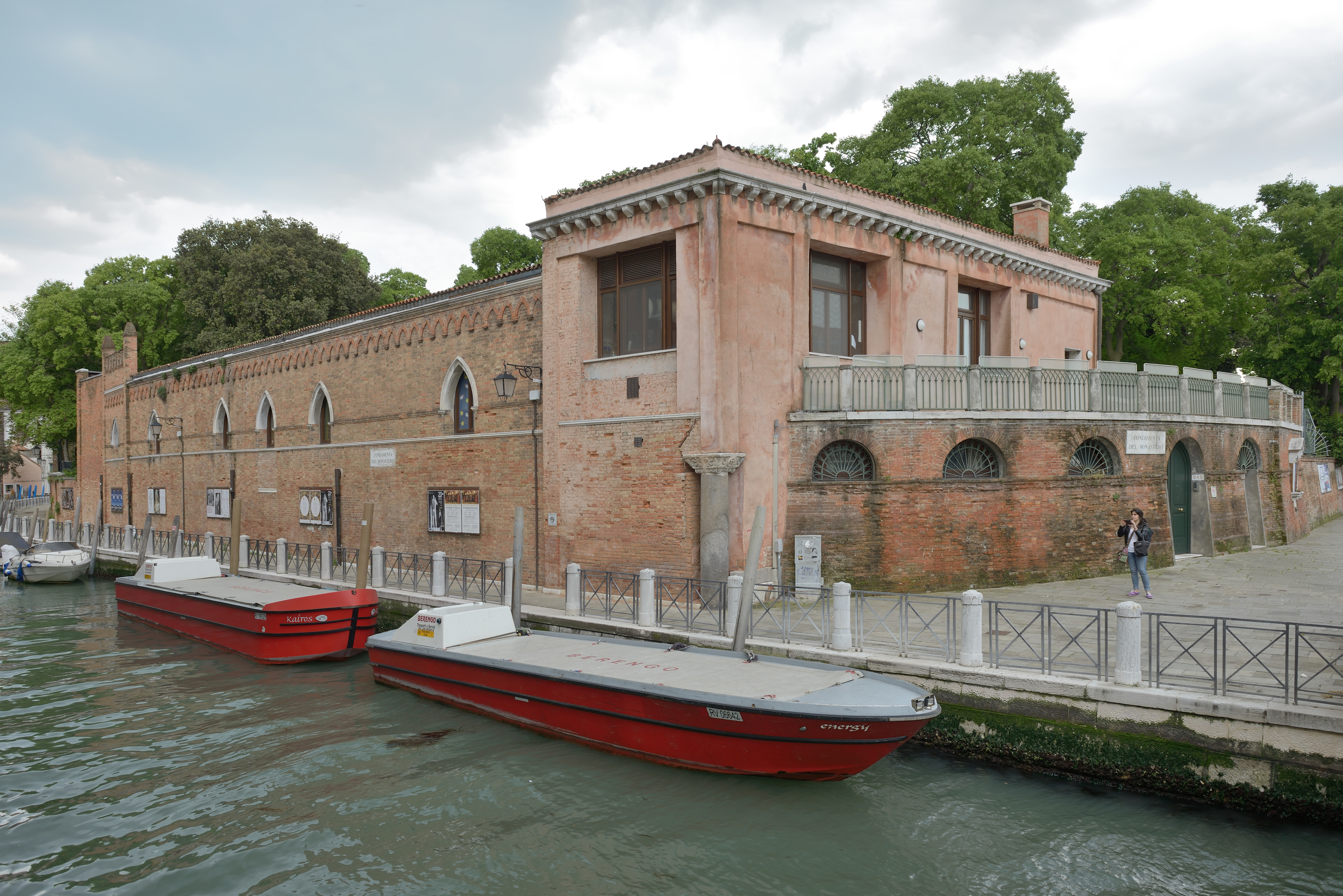
Sito attuale (2016) della chiesa

Santa Croce sorgeva sulle rive del Canal Grande. All'esterno si caratterizzava per l'austera facciata con tre pregevoli portali. All'interno si trovavano nove altari, dei quali il maggiore era ornato da una pala di Paolo Piazza raffigurante l'Adorazione della Croce. Vi erano poi esposte altre opere di Andrea Vicentino, Girolamo Pilotti, Odoardo Fialetti, Palma il Giovane, Tintoretto, Leandro Bassano. Vi si trovavano inoltre le tombe dei dogi Domenico Morosini e Orio Mastropiero.